# Bézette
La bézette ou le 4-5-6 est un jeu de comptoir pratiqué en Normandie (France) depuis 1945. La bézette est le nom donné au petit mât en bois se trouvant sur le plateau du jeu. Le jeu de la bézette a été inscrit à l'Inventaire du patrimoine culturel immatériel en 2012.

## Règles du jeu

### Éléments matériels du jeu
Pour jouer à la bézette il faut un plateau avec un petit mât, généralement en bois. Trois dés traditionnels. Des anneaux en bois qui peuvent s'entrecastrer sur le mât.
Il est également possible d'y jouer avec seulement 3 dés et des jetons qui remplacent les anneaux.

### Déroulement d'une partie
Le jeu de la bézette peut être joué à deux ou à plusieurs. Les anneaux sont distribués aux joueurs de manière égalitaire. L'objectif du jeu est de se débarrasser de ses anneaux en premier (sinon de ses jetons). Celui qui lance les dés en premier est celui qui fait le plus grand chiffre avec les 3 dés. À son tour, chaque joueur lance les trois dés. Trois situations sont possibles : pour chaque dés qui marque un 1 le joueur pose un anneau sur la bézette. Pour chaque dés qui marque un 6 le joueur donne un anneau à l'adversaire. Si les dés marquent une séquence 4, 5, 6 le joueur pose tous ses anneaux sur la bézette sauf un,. Si aucune de ces situations ne sort les dés sont remis au joueur suivant qui joue son tour.
Le vainqueur est le premier à se débarrasser de tous ses anneaux ou jetons.

## Jeux similaires
- La Tour de Hanoï
- Le jeu du Morpion (jeu)